# Eisenbahnunfall von Bentschen
Bei dem Eisenbahnunfall von Bentschen entgleiste am 28. Dezember 1915 im Bahnhof Bentschen (heute: Zbąszyń, Polen) ein aus Berlin kommender Urlauberzug. 23 Menschen starben.

## Unfallhergang
Der Urlauberzug kam aus Berlin, durchfuhr den Bahnhof mit überhöhter Geschwindigkeit und entgleiste dadurch. Aufgrund der Geheimhaltung solcher Ereignisse während des Ersten Weltkrieges ist die Informationslage zu diesem Unfall dünn. Angaben dazu, warum der Zug zu schnell fuhr, liegen nicht vor.

## Folgen
23 Soldaten starben, 47 wurden darüber hinaus verletzt. Außerdem entstand hoher Sachschaden.